# 普魯士星曆表
普魯士星曆表 (拉丁語：來自普魯特尼亞，意思是 "普魯士"），是天文學家伊拉斯謨·賴因霍爾德於1551年出版的星曆表（於1562年、1571年和1585年再版）。因為是在普魯士公爵阿爾伯特一世的資助下出版，所以稱為普魯士星曆表。賴因霍爾德根據哥白尼1543年劃時代論述的天體運行論，計算出這組新的天文曆表。他以土星為範例，根據教會法來解釋普魯士公爵出生日期，1490年5月17日。賴因霍爾德打算使用這份表來取代阿方索星曆表，因此將其冗餘表添加到他的新表中，以便讓熟悉阿方索星曆表的使用者可以用類似的方法執行所有的計算步驟。
普魯士星曆表在出版後，出版了幾張以阿方索星曆表為基礎的表格。雖然哥白尼日心說的主張並沒有在一夜之間贏得所有歐洲天文學家的認同，但是因為民族主義和懺悔的原因，哥白尼的聲譽似乎是通過普魯士星曆表，在講德語的國家被熟悉托勒密的天文學家和數學家接受，並將他的計算方法普及於整個神聖羅馬帝國。最終，它們終於取代了天文學家和占星術使用了300多年的阿方索星曆表。在14和15世紀，水手和海洋探險者也使用雷吉奧蒙塔努斯在星表中所收錄的阿方索星曆表。
克里斯托佛·克拉烏利用賴因霍爾德的普魯士星曆表和哥白尼的作品，做為教宗額我略十三世改革曆法的基礎。

數十年後，約翰尼斯·克卜勒根據在他那個時代最準確、最廣泛的觀測結果，即第谷·布拉赫一生的天文觀測資料，編製了魯道夫星曆表。克卜勒在1625年完成這項工作，並在1627年出版。

在1970年，歐文·金格里奇發現有著賴因霍爾德大量註解的哥白尼天體運行論的副本。這啟發他探索這本書出版後數十年的傳播和使用。金格里奇在《沒人讀的書:追逐尼古拉·哥白尼的革命》（2004年）中寫下了他的探索及其成果，以及賴因霍爾德普魯士星曆表的作用。

## 文獻
- Owen Gingerich, "The role of Erasmus Reinhold and the Prutenic Tables in the Dissemination of Copernican Theory", Studia Copernicana,  6 (1973), 43-62.
- Owen Gingerich & B. Welther, "The Accuracy of Ephemerides 1500-1800", Vistas in Astronomy, 28 (1985), 339-342 .
- Owen Gingerich, "The Alphonsine Tables in the Age of Printing", in: M. Comes et al. (eds), De astronomia Alphonsi Regis (Barcelona, 1987), pp. 89-95.
- Owen Gingerich, "The book nobody read", (2004, Walker Publishing company)

## 外部連結
- Prutenicae tabulae coelestium motuum (University of Strasbourg) （拉丁語）
- Prutenicae tabulae coelestium motuum (1551) （页面存档备份，存于） (ETH Bibliothek Zurich) (Latin)
- Astronomical Tables（页面存档备份，存于） (University of Cambridge)